# NXT TakeOver: Toronto
NXT TakeOver: Toronto è stato il dodicesimo show della serie NXT TakeOver, prodotto dalla WWE per il roster di NXT, e trasmesso live sul WWE Network. L'evento si è tenuto il 19 novembre 2016 all'Air Canada Centre di Toronto (Ontario, Canada).

## Storyline
La serie di NXT TakeOver, riservata ai lottatori di NXT, settore di sviluppo della WWE, è iniziata il 29 maggio 2014, con lo show tenutosi alla Full Sail University di Winter Park (Florida) e trasmesso live sul WWE Network.

### Dusty Rhodes Tag Team Classic
Nella puntata di NXT del 28 settembre il general manager William Regal ha annunciato la seconda edizione del Dusty Rhodes Tag Team Classic; il torneo è iniziato nella puntata di NXT del 5 ottobre 2016.

#### Struttura del torneo
|  | Ottavi di finale NXT (5 ottobre 2016)          | Ottavi di finale NXT (5 ottobre 2016)          | Ottavi di finale NXT (5 ottobre 2016) |                                |                          | Quarti di finale NXT/Live event (2 novembre 2016) | Quarti di finale NXT/Live event (2 novembre 2016) | Quarti di finale NXT/Live event (2 novembre 2016) |  |  | Semifinali Live event (7 novembre 2016) | Semifinali Live event (7 novembre 2016) | Semifinali Live event (7 novembre 2016) |  |  | Finale NXT TakeOver: Toronto (19 novembre 2016) | Finale NXT TakeOver: Toronto (19 novembre 2016) | Finale NXT TakeOver: Toronto (19 novembre 2016) |  |
|  |                                                |                                                |                                       |                                |                          |                                                   |                                                   |                                                   |  |  |                                         |                                         |                                         |  |  |                                                 |                                                 |                                                 |  |
|  | TM-61 (Nick Miller e Shane Thorne)             | TM-61 (Nick Miller e Shane Thorne)             | Schienamento                          |                                |                          |                                                   |                                                   |                                                   |  |  |                                         |                                         |                                         |  |  |                                                 |                                                 |                                                 |  |
|  | TM-61 (Nick Miller e Shane Thorne)             | TM-61 (Nick Miller e Shane Thorne)             | Schienamento                          |                                |                          |                                                   |                                                   |                                                   |  |  |                                         |                                         |                                         |  |  |                                                 |                                                 |                                                 |  |
|  | Riddick Moss e Tino Sabbatelli                 | Riddick Moss e Tino Sabbatelli                 | [ 3 ]                                 |                                |                          |                                                   |                                                   |                                                   |  |  |                                         |                                         |                                         |  |  |                                                 |                                                 |                                                 |  |
|  | Riddick Moss e Tino Sabbatelli                 | Riddick Moss e Tino Sabbatelli                 | [ 3 ]                                 |                                | TM-61                    | TM-61                                             | Schienamento3                                     |                                                   |  |  |                                         |                                         |                                         |  |  |                                                 |                                                 |                                                 |  |
|  |                                                |                                                |                                       |                                | TM-61                    | TM-61                                             | Schienamento3                                     |                                                   |  |  |                                         |                                         |                                         |  |  |                                                 |                                                 |                                                 |  |
|  |                                                |                                                | Austin Aries e Roderick Strong        | Austin Aries e Roderick Strong | [ 4 ] [ 5 ]              |                                                   |                                                   |                                                   |  |  |                                         |                                         |                                         |  |  |                                                 |                                                 |                                                 |  |
|  | Heavy Machinery (Otis Dozovic e Tucker Knight) | Heavy Machinery (Otis Dozovic e Tucker Knight) | Austin Aries e Roderick Strong        | Austin Aries e Roderick Strong | [ 4 ] [ 5 ]              | [ 6 ]                                             |                                                   |                                                   |  |  |                                         |                                         |                                         |  |  |                                                 |                                                 |                                                 |  |
|  | Heavy Machinery (Otis Dozovic e Tucker Knight) | Heavy Machinery (Otis Dozovic e Tucker Knight) |                                       |                                |                          |                                                   |                                                   |                                                   |  |  |                                         |                                         |                                         |  |  |                                                 |                                                 |                                                 |  |
|  | Austin Aries e Roderick Strong                 | Austin Aries e Roderick Strong                 | Schienamento                          |                                |                          |                                                   |                                                   |                                                   |  |  |                                         |                                         |                                         |  |  |                                                 |                                                 |                                                 |  |
|  | Austin Aries e Roderick Strong                 | Austin Aries e Roderick Strong                 | Schienamento                          |                                | TM-61                    | TM-61                                             | Schienamento                                      |                                                   |  |  |                                         |                                         |                                         |  |  |                                                 |                                                 |                                                 |  |
|  |                                                |                                                |                                       |                                |                          |                                                   |                                                   |                                                   |  |  |                                         |                                         |                                         |  |  |                                                 |                                                 |                                                 |  |
|  |                                                |                                                | SAnitY                                | SAnitY                         | [ 7 ] [ 8 ]              |                                                   |                                                   |                                                   |  |  |                                         |                                         |                                         |  |  |                                                 |                                                 |                                                 |  |
|  | Kota Ibushi e TJ Perkins1                      | Kota Ibushi e TJ Perkins1                      | SAnitY                                | SAnitY                         | [ 7 ] [ 8 ]              | Sottomissione                                     |                                                   |                                                   |  |  |                                         |                                         |                                         |  |  |                                                 |                                                 |                                                 |  |
|  | Kota Ibushi e TJ Perkins1                      | Kota Ibushi e TJ Perkins1                      |                                       |                                |                          |                                                   |                                                   |                                                   |  |  |                                         |                                         |                                         |  |  |                                                 |                                                 |                                                 |  |
|  | Lince Dorado e Mustafa Ali                     | Lince Dorado e Mustafa Ali                     | [ 9 ]                                 |                                |                          |                                                   |                                                   |                                                   |  |  |                                         |                                         |                                         |  |  |                                                 |                                                 |                                                 |  |
|  | Lince Dorado e Mustafa Ali                     | Lince Dorado e Mustafa Ali                     | [ 9 ]                                 |                                | Kota Ibushi e TJ Perkins | Kota Ibushi e TJ Perkins                          | [ 5 ]                                             |                                                   |  |  |                                         |                                         |                                         |  |  |                                                 |                                                 |                                                 |  |
|  |                                                |                                                |                                       |                                | Kota Ibushi e TJ Perkins | Kota Ibushi e TJ Perkins                          | [ 5 ]                                             |                                                   |  |  |                                         |                                         |                                         |  |  |                                                 |                                                 |                                                 |  |
|  |                                                |                                                | SAnitY                                | SAnitY                         | Schienamento             |                                                   |                                                   |                                                   |  |  |                                         |                                         |                                         |  |  |                                                 |                                                 |                                                 |  |
|  | Bobby Roode e Tye Dillinger                    | Bobby Roode e Tye Dillinger                    | SAnitY                                | SAnitY                         | Schienamento             | [ 3 ]                                             |                                                   |                                                   |  |  |                                         |                                         |                                         |  |  |                                                 |                                                 |                                                 |  |
|  | Bobby Roode e Tye Dillinger                    | Bobby Roode e Tye Dillinger                    |                                       |                                |                          |                                                   |                                                   |                                                   |  |  |                                         |                                         |                                         |  |  |                                                 |                                                 |                                                 |  |
|  | SAnitY (Alexander Wolfe e Sawyer Fulton)       | SAnitY (Alexander Wolfe e Sawyer Fulton)       | Schienamento                          |                                |                          |                                                   |                                                   |                                                   |  |  |                                         |                                         |                                         |  |  |                                                 |                                                 |                                                 |  |
|  | SAnitY (Alexander Wolfe e Sawyer Fulton)       | SAnitY (Alexander Wolfe e Sawyer Fulton)       | Schienamento                          | TM-61                          |                          |                                                   |                                                   |                                                   |  |  |                                         |                                         |                                         |  |  |                                                 |                                                 |                                                 |  |
|  |                                                |                                                |                                       |                                |                          |                                                   |                                                   |                                                   |  |  |                                         |                                         |                                         |  |  |                                                 |                                                 |                                                 |  |
|  |                                                |                                                | The Authors of Pain                   | The Authors of Pain            | Schienamento             |                                                   |                                                   |                                                   |  |  |                                         |                                         |                                         |  |  |                                                 |                                                 |                                                 |  |
|  | The Authors of Pain (Akam e Rezar)             | The Authors of Pain (Akam e Rezar)             | The Authors of Pain                   | The Authors of Pain            | Schienamento             | Schienamento                                      |                                                   |                                                   |  |  |                                         |                                         |                                         |  |  |                                                 |                                                 |                                                 |  |
|  | The Authors of Pain (Akam e Rezar)             | The Authors of Pain (Akam e Rezar)             |                                       |                                |                          |                                                   |                                                   |                                                   |  |  |                                         |                                         |                                         |  |  |                                                 |                                                 |                                                 |  |
|  | The Bollywood Boyz (Gurv Sihra e Harv Sihra)   | The Bollywood Boyz (Gurv Sihra e Harv Sihra)   | [ 10 ]                                |                                |                          |                                                   |                                                   |                                                   |  |  |                                         |                                         |                                         |  |  |                                                 |                                                 |                                                 |  |
|  | The Bollywood Boyz (Gurv Sihra e Harv Sihra)   | The Bollywood Boyz (Gurv Sihra e Harv Sihra)   | [ 10 ]                                |                                | The Authors of Pain      | The Authors of Pain                               | Schienamento                                      |                                                   |  |  |                                         |                                         |                                         |  |  |                                                 |                                                 |                                                 |  |
|  |                                                |                                                |                                       |                                | The Authors of Pain      | The Authors of Pain                               | Schienamento                                      |                                                   |  |  |                                         |                                         |                                         |  |  |                                                 |                                                 |                                                 |  |
|  |                                                |                                                | No Way Jose e Rich Swann              | No Way Jose e Rich Swann       | [ 4 ] [ 5 ]              |                                                   |                                                   |                                                   |  |  |                                         |                                         |                                         |  |  |                                                 |                                                 |                                                 |  |
|  | Drew Gulak e Tony Nese                         | Drew Gulak e Tony Nese                         | No Way Jose e Rich Swann              | No Way Jose e Rich Swann       | [ 4 ] [ 5 ]              | Schienamento                                      |                                                   |                                                   |  |  |                                         |                                         |                                         |  |  |                                                 |                                                 |                                                 |  |
|  | Drew Gulak e Tony Nese                         | Drew Gulak e Tony Nese                         |                                       |                                |                          |                                                   |                                                   |                                                   |  |  |                                         |                                         |                                         |  |  |                                                 |                                                 |                                                 |  |
|  | No Way Jose e Rich Swann                       | No Way Jose e Rich Swann                       | [ 6 ]                                 |                                |                          |                                                   |                                                   |                                                   |  |  |                                         |                                         |                                         |  |  |                                                 |                                                 |                                                 |  |
|  | No Way Jose e Rich Swann                       | No Way Jose e Rich Swann                       | [ 6 ]                                 |                                | The Authors of Pain      | The Authors of Pain                               | Schienamento                                      |                                                   |  |  |                                         |                                         |                                         |  |  |                                                 |                                                 |                                                 |  |
|  |                                                |                                                |                                       |                                |                          |                                                   |                                                   |                                                   |  |  |                                         |                                         |                                         |  |  |                                                 |                                                 |                                                 |  |
|  |                                                |                                                | #DIY                                  | #DIY                           | [ 7 ] [ 8 ]              |                                                   |                                                   |                                                   |  |  |                                         |                                         |                                         |  |  |                                                 |                                                 |                                                 |  |
|  | The Revival (Dash Wilder e Scott Dawson)       | The Revival (Dash Wilder e Scott Dawson)       | #DIY                                  | #DIY                           | [ 7 ] [ 8 ]              | Schienamento                                      |                                                   |                                                   |  |  |                                         |                                         |                                         |  |  |                                                 |                                                 |                                                 |  |
|  | The Revival (Dash Wilder e Scott Dawson)       | The Revival (Dash Wilder e Scott Dawson)       |                                       |                                |                          |                                                   |                                                   |                                                   |  |  |                                         |                                         |                                         |  |  |                                                 |                                                 |                                                 |  |
|  | Andrade "Cien" Almas e Cedric Alexander        | Andrade "Cien" Almas e Cedric Alexander        | [ 10 ]                                |                                |                          |                                                   |                                                   |                                                   |  |  |                                         |                                         |                                         |  |  |                                                 |                                                 |                                                 |  |
|  | Andrade "Cien" Almas e Cedric Alexander        | Andrade "Cien" Almas e Cedric Alexander        | [ 10 ]                                |                                | The Revival              | The Revival                                       | [ 5 ]                                             |                                                   |  |  |                                         |                                         |                                         |  |  |                                                 |                                                 |                                                 |  |
|  |                                                |                                                |                                       |                                | The Revival              | The Revival                                       | [ 5 ]                                             |                                                   |  |  |                                         |                                         |                                         |  |  |                                                 |                                                 |                                                 |  |
|  |                                                |                                                | #DIY                                  | #DIY                           | Forfait2                 |                                                   |                                                   |                                                   |  |  |                                         |                                         |                                         |  |  |                                                 |                                                 |                                                 |  |
|  | Ho Ho Lun e Tian Bing                          | Ho Ho Lun e Tian Bing                          | #DIY                                  | #DIY                           | Forfait2                 | [ 9 ]                                             |                                                   |                                                   |  |  |                                         |                                         |                                         |  |  |                                                 |                                                 |                                                 |  |
|  | Ho Ho Lun e Tian Bing                          | Ho Ho Lun e Tian Bing                          |                                       |                                |                          |                                                   |                                                   |                                                   |  |  |                                         |                                         |                                         |  |  |                                                 |                                                 |                                                 |  |
|  | #DIY (Johnny Gargano e Tommaso Ciampa)         | #DIY (Johnny Gargano e Tommaso Ciampa)         | Schienamento                          |                                |                          |                                                   |                                                   |                                                   |  |  |                                         |                                         |                                         |  |  |                                                 |                                                 |                                                 |  |

- 1 – Il partner originale di Ibushi, Hideo Itami, si è infortunato prima dell'evento ed è stato sostituito da TJ Perkins.
- 2 – I Revival sono stati costretti a ritirarsi dal torneo a causa dell'infortunio di Dawson.
- 3 – Aries non ha potuto competere a causa di un infortunio.

## Risultati
| # | Match | Stipulazioni | Durata |
| - | --- | --- | ------ |
| N | Kona Reeves vs. Rich Swann è terminato in no-contest                                                        | Single match | 04:30  |
| N | Aliyah, Ember Moon e Liv Morgan hanno sconfitto Billie Kay, Peyton Royce e Sonya Deville                    | Six-woman Tag Team match | 05:40  |
| 1 | Bobby Roode ha sconfitto Tye Dillinger                                                                      | Single match | 16:28  |
| 2 | The Authors of Pain (Akam e Rezar) hanno sconfitto TM-61 (Nick Miller e Shane Thorne)                       | Tag Team match Finale del Dusty Rhodes Tag Team Classic Paul Ellering venne rinchiuso in una gabbia per squali sospesa sul ring. | 08:20  |
| 3 | #DIY (Johnny Gargano e Tommaso Ciampa) hanno sconfitto The Revival (Dash Wilder e Scott Dawson) (c) per 2-1 | 2-out-of-3 Falls match per l'NXT Tag Team Championship                                                                           | 22:18  |
| 4 | Asuka (c) ha sconfitto Mickie James per sottomissione                                                       | Single match per l'NXT Women's Championship                                                                                      | 13:07  |
| 5 | Samoa Joe ha sconfitto Shinsuke Nakamura (c)                                                                | Single match per l'NXT Championship                                                                                              | 20:12  |

N Indica che il match farà parte di una futura puntata di NXT.